# Enallagma aspersum
Enallagma aspersum es una especie de caballito del diablo del género Enallagma, de la familia Coenagrionidae, orden Odonata. Fue descrita por Hagen en 1861.
Mide 27-34 mm. Se distribuye por América del Norte: Estados Unidos y Canadá, donde suele ser encontrada en estanques, lagos y ciénagas sin mucha profundidad, generalmente sin peces.